# Lens (quận)
Quận Lens là một quận ở miền bắc nước Pháp, nằm ở tỉnh Pas-de-Calais, ở vùng Nord-Pas de Calais. Quận này có 17 tổng và 43 xã.

## Các đơn vị hành chính

### Các tổng
Các tổng của quận Lens là: 
1. Avion
2. Bully-les-Mines
3. Carvin
4. Courrières
5. Harnes
6. Hénin-Beaumont
7. Leforest
8. Lens-Est
9. Lens-Nord-Est
10. Lens-Nord-Ouest
11. Liévin-Nord
12. Liévin-Sud
13. Montigny-en-Gohelle
14. Noyelles-sous-Lens
15. Rouvroy
16. Sains-en-Gohelle
17. Wingles

### Các xã
Các xã của quận Lens, và mã INSEE là: 
| 1. Aix-Noulette (62019)         | 2. Angres (62032)               | 3. Annay (62033)               | 4. Avion (62065)             |
| 5. Billy-Montigny (62133)       | 6. Bouvigny-Boyeffles (62170)   | 7. Bully-les-Mines (62186)     | 8. Bénifontaine (62107)      |
| 9. Carvin (62215)               | 10. Courcelles-lès-Lens (62249) | 11. Courrières (62250)         | 12. Dourges (62274)          |
| 13. Drocourt (62277)            | 14. Éleu-dit-Leauwette (62291)  | 15. Estevelles (62311)         | 16. Évin-Malmaison (62321)   |
| 17. Fouquières-lès-Lens (62351) | 18. Gouy-Servins (62380)        | 19. Grenay (62386)             | 20. Harnes (62413)           |
| 21. Hénin-Beaumont (62427)      | 22. Hersin-Coupigny (62443)     | 23. Hulluch (62464)            | 24. Leforest (62497)         |
| 25. Lens (62498)                | 26. Libercourt (62907)          | 27. Liévin (62510)             | 28. Loison-sous-Lens (62523) |
| 29. Loos-en-Gohelle (62528)     | 30. Mazingarbe (62563)          | 31. Méricourt (62570)          | 32. Meurchin (62573)         |
| 33. Montigny-en-Gohelle (62587) | 34. Noyelles-Godault (62624)    | 35. Noyelles-sous-Lens (62628) | 36. Oignies (62637)          |
| 37. Pont-à-Vendin (62666)       | 38. Rouvroy (62724)             | 39. Sains-en-Gohelle (62737)   | 40. Sallaumines (62771)      |
| 41. Servins (62793)             | 42. Vendin-le-Vieil (62842)     | 43. Wingles (62895)            |                              |